# Сува планина 1
„Сува планина 1” је југословенски документарни кратки ТВ филм из 1991 године. Режирао га је Радослав Московлић а сценарио је написао Марјан Никетић

## Улоге
| Глумац        | Улога   |
| ------------- | ------- |
| Дејан Ђуровић | Наратор |